# قطعنامه ۱۶۵۴ شورای امنیت
قطعنامه ۱۶۵۴ شورای امنیت سازمان ملل متحد که در تاریخ ۳۱ ژانویه ۲۰۰۶ تصویب شد، سندی بین‌المللی دربارهٔ اوضاع در مورد جمهوری دموکراتیک کنگو است. این قطعنامه طی نشست ۵۳۶۰ام با ۱۵ رای موافق، ۰ مخالف و ۰ ممتنع تصویب شد.